# شیشه در ساختمان‌های سبز
ایده طراحی سبز، آسان کردن به کارگیری منابع پایدار است – انرژی، آب و موادهای دیگر – همه از طریق چرخه زندگی کامل ساختمان، که شامل ساختارش می‌باشد.
شیشه یک ماده ساختمانی شگفت‌انگیز است که بیش از چند فایده را شامل می‌شود از جمله شفافیت، نور روز طبیعی، ترکیب کردن محیط‌های داخل و خارج از ساختمان و کنترل کردن صوت. شیشه، یک ماده کاملاً قابل برگشت‌پذیر، شرایط مناسب استعمال برای معماران را به خوبی فراهم می‌کند، همچنین برای طراحان در استعمال نوآوری در ساختمان‌ها. شیشه یک نقش مورد توجه در انجام دادن بازده انرژی و کیفیت محیط داخلی و همچنین در انجام معیارهای بزرگ و بی شمار برای ساختمان‌های سبز بازی می‌کند.
قصد و منظور از طراحی یک ساختمان سبز مختصر نمودن درخواست برای منابع غیر – تجدید شدنی، وسعت دادن به استفاده و سودمندی کافی از این منابع وقتی که مصرف می‌شوند، و افزودن دوباره استفاده کرده آنها، بازگردانی، و زوال منابع تجدید شدنی، می‌باشد.

## معماری سبز و شیشه
طراحی و جایگاه شیشه یک سازنده و جزء اصلی و بنیادی از معماری سبز است. شیشه اجازه ورود به نور طبیعی می‌دهد و و داخل اداره و ساختمان‌های مسکونی را با خارج ساختمان به هم پیوسته قرار می‌دهد. نور طبیعی بهره‌وری و بازدهی را در محیط کار بالا می‌برد و به بالا نگه داشتن سطح یک محیط سالم کمک می‌کند چیزی که مهم تر است، مواد شیشه و صحه بر طراحی سودمندی انرژی می‌باشد.

## شیشه پرداخت شده دوبل
معماران اجراهای قوی از شیشه دوبل پرداخت شده را به کار می‌برند، که چند لایی یا اندود شده است، تا دمای داخل را با کنترل کردن اتلاف و کسب حرارت تعدیل کند. اندود و پوشش مناظر و صورت‌ها و ظواهرحرارت تولید شده از اشعه‌های خورشید را پالایه می‌کند. مصرف این شیشه‌ها در ساختمان‌های سبز به طور جامع در آب و هوای گرمسیری و همچنین شرق میانی به کار گرفته می‌شود.

## شیشه کنترل کننده خورشید
در آب و هواهای داغ، شیشه‌های تنظیم آفتاب می‌توانند برای کم کردن حرارت تولید شده و کمک به کنترل کردن درخشندگی زیاد و تشعشع به کار روند. طراحی و جایگاه شیشه، به عنوان پنجره بندی ساختمان شناخته می‌شود، در مناطق خاصی از ساختمان بهترین محیط برای اثربخشی و بهره‌وری انرژی مهارت نشان می‌دهد. در مناطق معتدل، می‌تواند برای تعدیل کردن کنترل آفتاب با سطوح بالا از نور طبیعی به کار رود. در بیشتر آب و هواهای صاف و روشن، معماران پنجره‌های عملکردنی به عنوان صرفه جویی ارزش و هزینه به جایگزین کردن با تهویه مطبوع به کار می‌برند.
زیاد شدن مصرف شیشه در معماری امروز آن را برای ژرف اندیشیدن و به عمل آوردن راحتی ساکنان یک ساختمان بسیار سخت و وخیم ساخته است. شیشه کنترل آفتاب می‌تواند یک مشخصه جالب و چشم گیر از یک ساختمان باشد در ضمن این که همزمان کاهش دهنده، یا حتی از بین برنده نیاز برای یک سیستم هوای مطبوع باشد، کاهش دادن هزینه‌های جاری ساختمان و صرفه جویی انرژی. شیشه کنترل آفتاب می‌تواند منحصر و ویژه باشد برای هر موقعیتی، جایی که حرارت کسب شده از آفتاب بیجا و توجیه نکردنی است، احتمالی بر وجود یک دردسر است. برای مثال: نماهای بزرگ، پیاده‌روهای شیشه‌ای، دهلیزها و محافظ‌ها و نگهدارنده‌های شیشه‌ای.